# Saint-Lambert-sur-Dive
Saint-Lambert-sur-Dive là một xã ở tỉnh Orne Hauts-de-France tây bắc nước Pháp. Xã Saint-Lambert-sur-Dive nằm ở khu vực có độ cao trung bình 92 mét trên mực nước biển.